# 브뢴스테드-로우리 산염기 이론

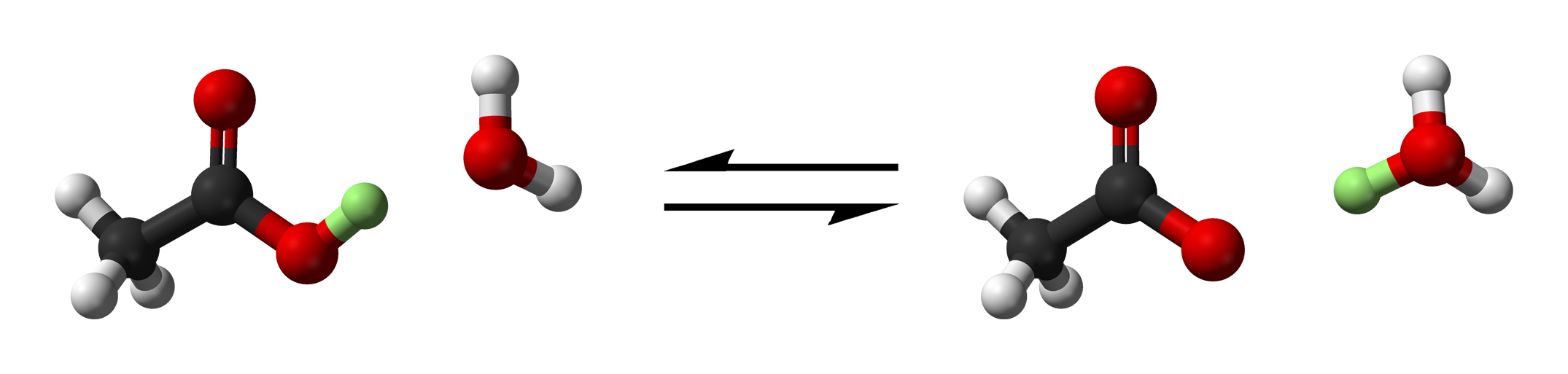

브뢴스테드-로리 산염기 이론(영어: Brønsted–Lowry acid–base theory)은 1923년 덴마크의 화학자 요하네스 니콜라우스 브뢴스테드와 영국의 화학자 토머스 마틴 라우리가 독자적으로 발표한 산염기 이론이다.

## 내용
브뢴스테드-로우리 모형은 양성자(H+)를 기준으로 산과 염기를 정의하였다. 이에 따르면 산은 양성자 주개이고, 염기는 양성자 받개이다.

## 특성

### 발전
아레니우스 산염기의 경우 염기를 수산화 이온만으로 정의함으로서 제한적이었는데, 이를 넘어서는 큰 범주의 규정을 만들었다. 예로 브뢴스테드-로우리 산염기 이전의 아레니우스 산염기에 포함되지 않았던 기체 염화 수소와 암모니아의 반응 역시 산과 염기의 범주에 포함시켰다.

### 단점
그러나 이온화 되기 위한 양성자가 존재하지 않는 산(브뢴스테드-로우리 산)과 염기를 설명하지 못한다는 한계가 존재한다. 이 부분에 관해 루이스 산 염기를 통해 설명한다.